# International Pole Sports Federation
International Pole Sports Federation (IPSF) är en icke-vinstdrivande global organisation och observerande medlem i Global Association of International Sports Federations (GAISF) som det internationellt styrande organet för polesport och aerialsports .    IPSF är den internationella paraplyorganisationen för nationella poleförbund och arrangerar de årliga världsmästerskapet i pole och aerial.

## Bakgrund och historia
2009 bildade Katie Coates och Tim Trautman IPSF för att främja pole som sport.  De kände att i takt med att poledance utvecklades som en sport saknades det standarder för sporten som bedömningssport och de ville skapa struktur och rättvisare tävling för att främja sportens utveckling. 
IPSF har skapat regler och förordningar för att reglera sporten och tävling i den på diverse sätt, t.ex. hur man bedömer och ger poäng, säkerhetspolicyer och certifiering för idrottsfunktionärer. Nationella förbund samarbetar med IPSF för att implementera dessa standarder i nationella pole sporttävlingar och Nationella pole idrottsförbund associerade med IPSF finns nu på flera kontinenter, från Afrika till Asien 
Sedan 2012 har IPSF arrangerat det årliga världsmästerskapen i pole, dit nationella förbund skickar sina främsta atleter - män, kvinnor och ungdomar. Under 2017 deltog 229 idrottare från 36 länder.  Tittarna kunde se tävlingen live online via livestream. IPSF har samarbetat med SolidSport för att producera och främja tittarsiffrorna för mästerskapen.
I Sverige är det "Svenska Pole och Aerial Förbundet" som är knutet till IPSF och håller i de svenska mästerskapen i IPSF associerade discipliner. Förbundet är inte medlem som specialidrottsförbund i Riksidrottsförbundet men har som långsiktigt mål att bli det. 

## Discipliner
Förutom pole sport har IPSF skapat bedömningsstandarder för och arrangerar tävlingar i disciplinerna ultra pole, artistic pole, para pole, aerial hoop, artistic hoop och aerial pole.